# Kanał Orzysz
Kanał Orzysz – kanał o długości 1 km łączący jezioro Orzysz z rzeką Orzyszą. Budowę kanału rozpoczęto jesienią 1865 roku. Jego budowa spowodowała obniżenie się poziomu wody o ponad 2 m w jeziorze Orzysz i sąsiednich jeziorach. Na osuszonych terenach, przy południowo-wschodnim brzegu jeziora Orzysz odkryto relikt nawodnego osiedla rusztowego z połowy I tysiąclecia p.n.e. z kultury kurhanów zachodniobałtyjskich.